# West Point Island
West Point Island (auch als Albatross Island oder spanisch Isla Remolinos bekannt) ist eine Insel, die zu den westlichen Falklandinseln gehört. 

## Geographie
Die Insel, welche 14,6 km² groß ist, liegt im Nordwesten der Falklandinseln, nahe der South Jason Island und der zweiten Hauptinsel Westfalkland. Sie misst an ihrer längsten Seite 6 km und 4 km an der breitesten Seite. Ihr höchster Punkt Cliff Montain liegt 381 Metern über dem Meeresspiegel. Die zweithöchste Erhebung ist bildet der ebenfalls touristisch genutzte Mount Misery mit 369 Metern. Ihre Steilküsten erreichen stellenweise eine Höhe von über 350 m und bilden damit die höchsten Steilklippen von ganz Falkland.

## Geschichte
Wie viele andere Orte auf den Falklandinseln war auch West Point im frühen 19. Jahrhundert ein beliebter Ort, an dem Robben und Pinguine zur Ölgewinnung geschlachtet wurden. Der buchstäbliche Overkill beendete diesen Industriezweig in diesem Gebiet. 
Die bis heute bestehende Schaffarm wurde 1879 von Arthur Felton, dem Großonkel des heutigen Eigentümer, gegründet.
Während des Falklandkriegs spielte die Insel keine Rolle und war von den Kampfhandlungen nur indirekt, nämlich durch das kurzzeitige Ausbleiben von Nahrungsmittellieferungen, betroffen.

## Fauna und Flora
Typische Tierarten der Falklandinseln, wie Felsenpinguine, Schwarzbrauenalbatrosse und der Commerson-Delfin, sind hier heimisch.
Einwanderer legten auf West Point Gärten an, auf denen sie, für die Falklandinseln untypisch, Bäume und größere Sträucher wuchsen ließen. So wachsen in diesem eher untypischen Habitat Rosen, Fingerhüte, Gänseblümchen und Lilien.